# Christoph Brüning
Christoph Brüning (* 13. November 1967 in Oberhausen) ist ein deutscher Rechtswissenschaftler und Hochschullehrer an der Christian-Albrechts-Universität zu Kiel.

## Leben
Nach dem Abitur am Adalbert-Stifter-Gymnasium in Castrop-Rauxel 1987 und dem anschließenden Grundwehrdienst studierte Brüning ab dem Wintersemester 1988/89 Rechtswissenschaften an der Universität Bochum. Sein Studium beendete er 1993 mit dem Ablegen des ersten juristischen Staatsexamens beim Oberlandesgericht Hamm. Sein anschließendes Referendariat am Landgericht Dortmund schloss Brüning 1995 mit dem zweiten Staatsexamen ab. Ab April 1996 arbeitete er als wissenschaftlicher Mitarbeiter von Rolf Grawert an der Universität Bochum. Im November desselben Jahres promovierte Brüning dort zum Dr. iur. Vom Wintersemester 1996/97 bis zum Sommersemester 2010 lehrte er als Dozent für Staats- und Verwaltungsrecht an der Wirtschafts- und Verwaltungsakademie im Industriebezirk Bochum. 2002 habilitierte Brüning sich in Bochum und erhielt die Venia legendi für Öffentliches Recht. 
Nach einer Lehrstuhlvertretung an der Universität Bochum arbeitete Brüning von 2004 bis 2008 zunächst als Richter am Verwaltungsgericht Gelsenkirchen. Seit dem Sommersemester 2008 ist er auf dem Lehrstuhl für Öffentliches Recht und Verwaltungswissenschaften Professor an der Universität Kiel. Seit 2010 lehrt er zudem auch an der Verwaltungs- und Wirtschafts-Akademie in Leer/Ostfriesland. Seit 2014 ist Brüning außerdem Richter am Schleswig-Holsteinischen Landesverfassungsgericht.
Brüning erhielt am 20. November 2020 von Ministerpräsident Daniel Günther die Ernennungsurkunde zum Präsidenten des Schleswig-Holsteinischen Landesverfassungsgerichts. Sein Amtsantritt war zum 1. Januar 2021.

## Werke (Auswahl)
- Der Private bei der Erledigung kommunaler Aufgaben, insbesondere der Abwasserbeseitigung und der Wasserversorgung. Duncker & Humblot, Berlin 1997, ISBN 978-3-428-09123-2 (Dissertation).
- Einstweilige Verwaltungsführung - Verfassungsrechtliche Anforderungen und verwaltungsrechtliche Ausgestaltung. Mohr Siebeck, Tübingen 2003, ISBN 978-3-16-148184-0 (Habilitationsschrift).
- mit Joachim Suerbaum: Examensfälle zum Öffentlichen Recht. C.H Beck, München 2005, ISBN 978-3-406-51337-4.
- Haftung der Gemeinderäte, Hauptverwaltungsbeamten und Beigeordneten. Erich Schmidt, Berlin 2005, ISBN 978-3-503-09056-3.
- mit Klaus Vogelgesang: Die Kommunalaufsicht, Aufgaben – Rechtsgrundlagen – Organisation. 2. Auflage. Erich Schmidt, Berlin 2009, ISBN 978-3-503-11640-9.
- Die Haftung der kommunalen Entscheidungsträger. 2. Auflage. Erich Schmidt, Berlin 2013, ISBN 978-3-503-14149-4.
- mit Florian Becker: Öffentliches Recht in Schleswig-Holstein. C.H. Beck, München 2014, ISBN 978-3-406-63882-4.